# الله في الإسلام

تخطيط اسم الله كما هو منقوش في المسجد النبوي

ٱللَّٰه في الإسلام هو عَلم على الذات الواجب الوجود المستحق لجميع المحامد، وهو اسم الذَّات العليَّة، خالق الأكوان والوجود، وهو الإله الحق لجميع المخلوقات ولا معبود بحق إلَّا هو. ويؤمن المسلمون بأن الله واحد، أحد، صمد، ليس له مثيل ولا نظير ولا شبيه ولا صاحبة ولا ولد ولا والد ولا وزير له ولا مشير له، ولا عديد ولا نديد ولا قسيم ولا شريك له.
يُلحق المُسلمون بشكلٍ دائم عبارة «عَزَّ وجَلّ» بعد ذِكر اسم الله لِما له من العزة والجلال والعظمة، فله العزة الكاملة والجلال المُطلق والعظَمة الخالية من النقص، ويُلحق المُسلمون كذلك عبارة «سُبحانه وتعالى» بعد ذِكر اسم الله أيضًا لكونه مُنزّه عن العيب والنقص، والأوهام الفاسدة، والظنون الكاذبة، وتنزيهه عن كل سوء، والمُتعالي بنفسه عن الخَلْق فرفع وارتفع. وكذلك تُلحق عبارة «جل جلاله» والتي تعني تجلّت عظمته وكبريائه وملكوته عن كُل شيء.
توحيد الله بالعبادة هو جوهر العقيدة في الدين الإسلامي. ولله أسماء عدّة تُدعى أسماء الله الحسنى، حيث يؤمن المسلمون أن من يُحصي 99 منها يدخل الجنة. روى البخاري (2736) ومسلم (2677) عَنْ أَبِي هُرَيْرَةَ رَضِيَ اللَّهُ عَنْهُ أَنَّ رَسُولَ اللَّهِ صَلَّى اللَّهُ عَلَيْهِ وَسَلَّمَ قَالَ: «إِنَّ لِلَّهِ تِسْعَةً وَتِسْعِينَ اسْمًا مِائَةً إِلا وَاحِدًا مَنْ أَحْصَاهَا دَخَلَ الْجَنَّةَ».

## تعريفه وصفاته عند المسلمين

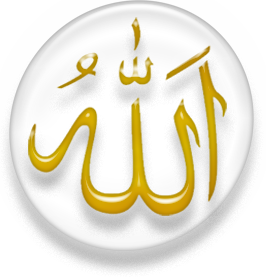

يُؤمن المُسلمون بأنّ الله هو خالق الحياة والكون والمخلوقات وكُلّ ما هو موجود، ومُدبر جميع الأمور ومُقدر كُل ما يسري ويجري بقدرِه، وله جميع صفات الكمال المُطلق المُنزه عن النقصان فليس كمثله شيء، فلا تُشبّه صفاته بصفات المخلوقات، فهو أول بلا ابتداء ودائم بلا انتهاء، لا يفنى ولا يبيد، ولا يكون إلا ما يُريد، لا تبلغه الأوهام ولا تُدركه الأفهام وهو حيٌ قيّوم لا ينام ولا يغفل عن نظره شيء. غني عن الزمان والمكان، ولا تتغير صفته ولا تنقسم ولا تتجزئ ولا تزيد ولا تنقص. فهو الذي يُنّعم ويُعذّب ويُسعد ويشقي، وكُل المخلوقات تُرد إليه وتقف بيّن يديه وتُحشر له، وهو صاحب الحساب وهو الحكم الفصّل فلا جنةّ َإلا برحمته ولا عذاب إلا بعدله.
يؤمن المسلمون أن الله مستوٍ على عرشه فوق السماوات فلا شيء يعلوه وهو فوق كُل شيء وتحته كُل شيء. فهو الغنيّ بذاته عن جميع المخلوقات، فلم يسبق وجوده وجود، والمخلوقات كُلها بقبضته لا تنفك عن محض علمه وتقديره وتدبيره، يُميت ويُحييّ ويمنع ويعطي، يعلم الغيّب الكبير المُتعال، فيعلم مثاقيل الجبال وعدد حبات الرمال، ومكاييل البحار، وعدد قطر الأمطار، وما تساقط من ورق الأشجار، يعلم ما كان وما يكون وما سيكون وما لم يكن لو كان كيف يكون، فهو سبب وجود كُل عدم وسبب عدم كُلِ ما كان موجود، الغنى والفقر، والشفاء والمرض، والنجاة والهلاك، والحياة والممات والبلاء والنِعم كُلها بأمره، فلا نافع ولا ضار سواه، ولا مانع ولا مُعطى إلا هو، له الاسم الأعظم الذي تُكشف به الكُربات وتستنزل به البركات وتُجاب به الدعوات.
كما يؤمن المسلمون بأن الله حيٌ لا يموت، فلم يسبق وجوده عدم ولا يلحق بقاءه فناء، وله وحده البقاء والدوام، فلا أول قبلَه ولا آخر بعده، وهو الظاهر الذي لا شيء فوقه والباطن الذي لا شيء دونه، الباقي في أزل الأزل إلى أبد الأبد، وكل شيء فانٍ ومُنتهٍ ومآله إلى العدم إلا ذاته. تفرّد بالأَحَدِيّة بلا انتهاء، وتسربل بالصمديّة بلا فناء، مُتصف بالجود والكرم قبل وجود الوجود، مُنزه في وحدانيّته عن الآباء والأبناء والأحفاد والجدود، مُقدَّس في ذاته عن الصاحبة والمصحوب والوالد والمولود.
وهو الذات الذي اصطَفَى مِن عبادِهِ ليُتمم رسالة توحيده وعبادته، فهو الوحيد المُستحق للعبادة والذلة والخضوع والانفراد بالكمال والتنزيه عن كًل لَغْطٍ وسوء، فلا شريك له في العبادة والمُلك، فله النفس وإليه المرجع والمآب والمآل والمُنتهى والمُشتكى والتحاكم والتخاصم، فهو الذي لا غنى لشيءٍ عنه، ولا بُد لكل شيءٍ منه، وهو الذي رِزْقُ كُل شيء عليه، ومصير كُل شيءٍ إليه، وملُكيّة كل شيء له، وحُبِ كُل شيءٍ فيه.
يُقر المُسلمون بأن لله صفاتًا قد وصفها نفسه ولا تتشابه ولا تُقارن بتلك الصفات الموجودة في الخلائق، ومثال ذلك الرحمة والعدل والعظمة، فهو الرحيم التي تتسع رحمته السماوات والأرض وما بينهما، وهو أرحم بالعباد من الأم بولدها، فيغفر الزلات ويعفو عن الخطيئات ويمحو السيئات ولا يملُ من تكرار التوبة ويغفر ذنوبًا كالجبال ولا يُبالي. وهو شديد العقاب لا يظلم ولا يأكل حق مخلوقٍ ولا كائن، فُكل حقوق العباد تُرفع إليه ولا تُرد إلا به، وهو العظيم الذي ليس كعظمته شيء، فلا تُدرك عظمته العقول والأبصار، وهو العدل الذي حرّم الظلم على نفسه وعباده، فلا يُعذب أحداً إلا بذنب ولا ينقص أحدا من حسناته ولا يعطي أحداً من سيئات غيره ولا يكلف نفساً إلا ما تقدر عليه ولا يعذب أحداً إلا بعد قيام الحجة عليه.
لا يفوت على بصره وسمعه وعِلمه شيء، فيسمع دبيب النمل ويسمع السر كما يسمع الجهر، ويعلم الخافي كما يعلم الظاهر. ويبصر حركات المخلوقات في البر والبحر وتحت ظلام الليالي السود، لا تدركه الأبصار ولا الأسماع وهو الواحد المعبود. وهو العليم بكل شيء، بما كان وبما يكون وبما لم يكن، يعلم السر وأخفى، لا يشغله شيء عن شيء، ولا صوت عن صوت، ولا خلق عن خلق، السر والعلن عنده سواء. والله جميل الذات، وجميل الصفات، وجميل الأفعال، وجميل الأسماء. وله نورٌ لو رُفع عنه الحجاب لأحرقت سَبَحات وجهه ما انتهى إليه بصره من خلقه، ولنور وجهه أشرقت الظلمات.
كما يرى المسلمون -باستثناء بعض الطوائف منهم- بأن رؤية الله لا تكون إلا في الجنة، وهي أعظم نعمةٍ ينعم بها الإنسان على الإطلاق، وهو أفضل النعيم وأجلّ التكريم. وثُبت في السنة النبوية بأن الله يضحك ولكن ليس كضحك المخلوق، ويغضب ولكن ليس كغضب المخلوق، ويفرح في توبة المؤمن ولكن ليس كفرح المخلوق، وله من الصفات الفعليّة التي هيّ ليست كصفات البشر والمخلوقات.

### وصف الله فيالقرآنووصف قدراته وأسمائه وبديع صنعه
ورد ذكر لفظ (الله) في القرآن 2724 مرة منها:
- ﴿قُلْ هُوَ اللَّهُ أَحَدٌ ۝١ اللَّهُ الصَّمَدُ ۝٢ لَمْ يَلِدْ وَلَمْ يُولَدْ ۝٣ وَلَمْ يَكُنْ لَهُ كُفُوًا أَحَدٌ ۝٤﴾ [الإخلاص:1–4].[6] (سورة الإخلاص).
- ﴿اللَّهُ لَا إِلَهَ إِلَّا هُوَ الْحَيُّ الْقَيُّومُ لَا تَأْخُذُهُ سِنَةٌ وَلَا نَوْمٌ لَهُ مَا فِي السَّمَاوَاتِ وَمَا فِي الْأَرْضِ مَنْ ذَا الَّذِي يَشْفَعُ عِنْدَهُ إِلَّا بِإِذْنِهِ يَعْلَمُ مَا بَيْنَ أَيْدِيهِمْ وَمَا خَلْفَهُمْ وَلَا يُحِيطُونَ بِشَيْءٍ مِنْ عِلْمِهِ إِلَّا بِمَا شَاءَ وَسِعَ كُرْسِيُّهُ السَّمَاوَاتِ وَالْأَرْضَ وَلَا يَئُودُهُ حِفْظُهُمَا وَهُوَ الْعَلِيُّ الْعَظِيمُ ۝٢٥٥﴾ [البقرة:255][7].
- ﴿اللَّهُ نُورُ السَّمَاوَاتِ وَالْأَرْضِ مَثَلُ نُورِهِ كَمِشْكَاةٍ فِيهَا مِصْبَاحٌ الْمِصْبَاحُ فِي زُجَاجَةٍ الزُّجَاجَةُ كَأَنَّهَا كَوْكَبٌ دُرِّيٌّ يُوقَدُ مِنْ شَجَرَةٍ مُبَارَكَةٍ زَيْتُونَةٍ لَا شَرْقِيَّةٍ وَلَا غَرْبِيَّةٍ يَكَادُ زَيْتُهَا يُضِيءُ وَلَوْ لَمْ تَمْسَسْهُ نَارٌ نُورٌ عَلَى نُورٍ يَهْدِي اللَّهُ لِنُورِهِ مَنْ يَشَاءُ وَيَضْرِبُ اللَّهُ الْأَمْثَالَ لِلنَّاسِ وَاللَّهُ بِكُلِّ شَيْءٍ عَلِيمٌ ۝٣٥﴾ [النور:35][8] .
- ﴿هُوَ اللَّهُ الَّذِي لَا إِلَهَ إِلَّا هُوَ عَالِمُ الْغَيْبِ وَالشَّهَادَةِ هُوَ الرَّحْمَنُ الرَّحِيمُ ۝٢٢ هُوَ اللَّهُ الَّذِي لَا إِلَهَ إِلَّا هُوَ الْمَلِكُ الْقُدُّوسُ السَّلَامُ الْمُؤْمِنُ الْمُهَيْمِنُ الْعَزِيزُ الْجَبَّارُ الْمُتَكَبِّرُ سُبْحَانَ اللَّهِ عَمَّا يُشْرِكُونَ ۝٢٣ هُوَ اللَّهُ الْخَالِقُ الْبَارِئُ الْمُصَوِّرُ لَهُ الْأَسْمَاءُ الْحُسْنَى يُسَبِّحُ لَهُ مَا فِي السَّمَاوَاتِ وَالْأَرْضِ وَهُوَ الْعَزِيزُ الْحَكِيمُ ۝٢٤﴾ [الحشر:22–24].[9].

### مأثورات في صفاته

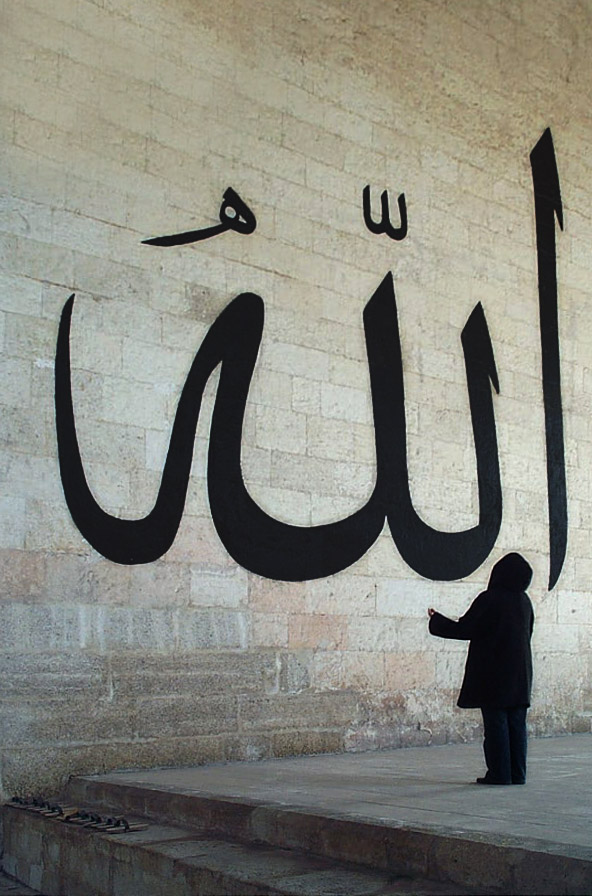
لفظ الجلاله الله مكتوباً على جدار الجامع القديم في أدرنة، تركيا

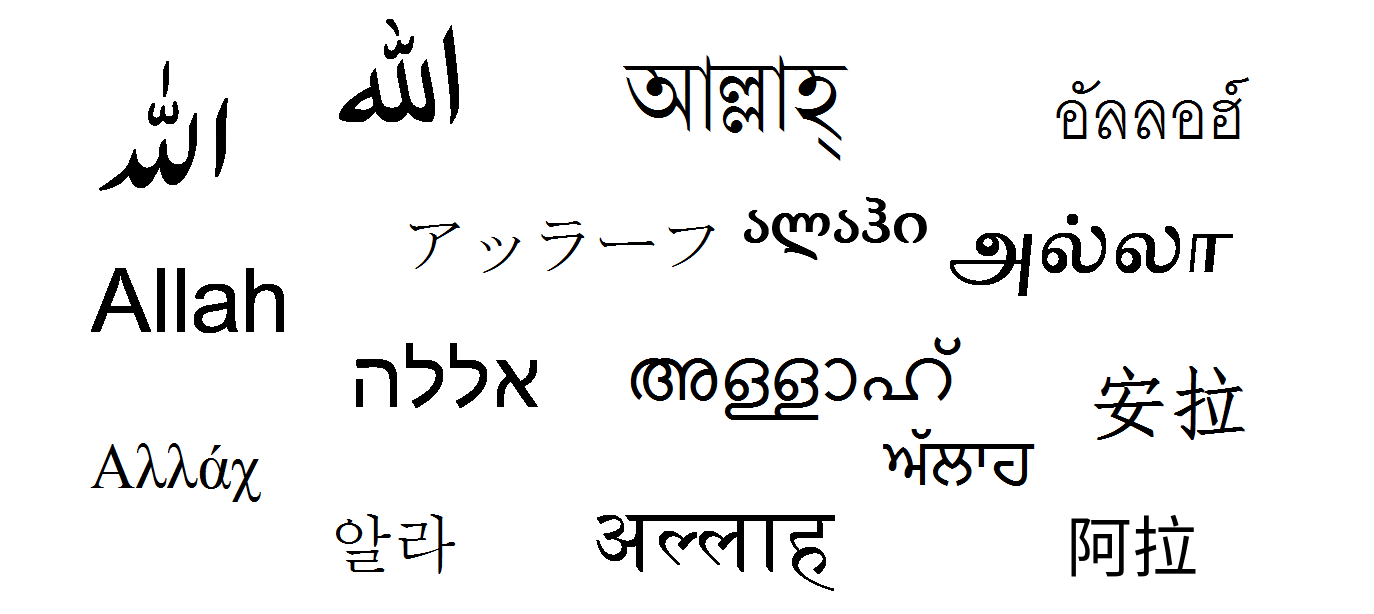
"الله" في اللغات الآسيوية المختلفة.

## لفظ (الله) في اللغة العربية
'الله': اسم الجلاله كما في الديفيهي.
- غالبًا ما تورد عبارة «لفظة الجلالة» في الأدبيات العربية عند ذكر كلمة «الله» كلفظة لغوية أو نحوية للتفريق بينها وبين غيرها من الكلمات. ولم يَرد ما يُفيد أنّ أحدًا أطلق هذا الاسم على نفسه سواء قبل الإسلام أو بعده، بالرغم من وجود من ادّعوا الإلوهية إلا أنهم لم يسمّوا أنفسهم بهذا الاسم.[14] جاء في القرآن ﴿رَبُّ السَّمَاوَاتِ وَالْأَرْضِ وَمَا بَيْنَهُمَا فَاعْبُدْهُ وَاصْطَبِرْ لِعِبَادَتِهِ هَلْ تَعْلَمُ لَهُ سَمِيًّا ۝٦٥﴾ [مريم:65][15] .

وهذا من بيان قدرة الله على خلقه حيث لم يصرف قلب أو عقل أحد من مخلوقاته إلى أنْ يُسمَّى أو يتسمى باسمه العظيم.
الله هو لفظ الجلالة الأعظم، وأهل اللغة يقولون هو من ألِه أي عَبَد. وفي اللغة الإله هو المعبود، من العبادة. فهي في الأصل مشتقة من كلمة «الإله» أي المعبود فحُذفت الهمزة التي في وسط الكلمة فصار عندنا «الله». والَّذي يرجح ذلك هو استعمالات كلمة «الله». حيث أنّ استعمالاتها تدل على أنها من الأعلام غير الممنوعة من الصرف والتي لا تقبل التنوين وهذه من خصائص الأسماء التي تعرف بالألف واللام. فالأسماء إذا لم تكن ممنوعة من الصرف تُنوّن (عليٌ، محمداً) وتُجر بالكسرة (بمحمدٍ)، أما إذا كانت ممنوعة من الصرف فتُجر بالفتحة (عند إلياسَ، مع عيسىَ، لإبراهيمَ). إذا تأملنا كلمة الله فهي تُجر بالكسرة (باللهِ وعند اللهِ). لكنها لا تُنوّن إطلاقا على غرار الأسماء المُعرّفة بالألف واللام، فأنت لا تقول «البيتٌ» إلا إذا حذفت الألف واللام فتقول «بيتٌ» والذي لا يُنوّن وهو غير ممنوع من الصرف لا يقبل إلا أن يكون إسما معرفا بـالألف واللام مثل «البيت». يمكن استنتاج أن كلمة «الله» معرفة بـالألف واللام جُعلت علما على اسم الإله الحق تسري عليها أحكام الأسماء المعرفة بـالألف واللام ثم أصبحت اللام لازمة لتدل على أن الإله الحق واحد هو الله الذي يستحق اسم المعبود ﴿قُلْ هُوَ اللَّهُ أَحَدٌ ۝١ اللَّهُ الصَّمَدُ ۝٢ لَمْ يَلِدْ وَلَمْ يُولَدْ ۝٣ وَلَمْ يَكُنْ لَهُ كُفُوًا أَحَدٌ ۝٤﴾ [الإخلاص:1–4].

### التركيب الصرفي
أصل لفظ «الله» هو الإلاه، نقلت حركة الهمزة إلى لام التعريف ثم سكنت وحذفت الألف الأولى لالتقاء الساكنين وأدغمت اللام في اللام الثانية، وحذفت الألف بعد اللام الثانية لكثرة الاستعمال. فالإله مصدر من أله يأله إذا عبد، والمصدر في موضع المفعول أي المعبود.

## ترجمة لفظ الجلالة
لم يتوافق مترجمو القرآن على ترجمة لفظ «الله» إلى الإنجليزية، فمنهم مَنْ ترجمه إلى "God" كما في ترجمة قرآن الدراسة لأنهم رأوا أنّ هذه الترجمة جائزة لمن لا يعلم العربية، ولأنّها أقرب إلى أن يفهما الإنجليزي الذي لا يفقه لفظ الجلالة، ومن المترجمين مَنْ اجتنب "God" وكتب "Allah" كما في ترجمة محمد مارمادوك بكتال لأنهم رأوا أنّ لفظ "God" لا يثير في ذهن القارئ الإنجليزي ما يثيره لفظ الجلالة الذي لا يطابق "God" كلَّ المطابقة لعدة أسباب، منها:
- لفظ "God" مفرد، يُثنّى ويُجمع إذا إضيف له "S"، ولفظ الجلالة واحد ليس له مثنى ولا جمع، فالله واحد لا شريك له، فيجب اجتناب اللبس.
- وهو لفظ له صيغة مؤنث فيقال Goddes، ولفظ الجلالة ليس له مؤنث.
- وهو لفظ يُمزج به ألفاظ أخرى كقولهم "Godmother".

ولذلك في السعودية مثلا سنة 2019، أصدر مستشار الملك السعودي الأمير خالد الفيصل، توجيها عاجلا للجهات الحكومية، بشأن ترجمه لفظ الجلالة إلى اللغة الإنجليزية، ووجّه الفيصل باستبدال كلمة "GOD" في ترجمة لفظ الجلالة إلى اللغة الإنجليزية، بكلمة "ALLAH"، وذُكر أن هذا القرار استندَ على رأي المفتي العام للمملكة بعدم جواز ذلك، كون الترجمة قد تحمل دلالات محرمة.

## نداء الله
إذا أراد الداعي مناداةَ الله، قال «يا ألله» بالهمزة المقطوعة كتابة ونطقاً، ويجوز له أن يقول «يا الله» بهمزة وصل مكتوبة في أول لفظ الجلالة، ويكون النطق «يَ الله»، كما يجوز أن تُحذف «ياء النداء»، ويُعوّض عنها بميم مشددة في آخر لفظ الجلالة، فيقال ويُكتب «اللَّهُمَّ» بهمزة وصل أولَ الكلمة، وميم مشددة مفتوحة في آخرها، كقوله : ﴿قُلِ اللَّهُمَّ مَالِكَ الْمُلْكِ تُؤْتِي الْمُلْكَ مَنْ تَشَاءُ وَتَنْزِعُ الْمُلْكَ مِمَّنْ تَشَاءُ وَتُعِزُّ مَنْ تَشَاءُ وَتُذِلُّ مَنْ تَشَاءُ بِيَدِكَ الْخَيْرُ إِنَّكَ عَلَى كُلِّ شَيْءٍ قَدِيرٌ ۝٢٦﴾ [آل عمران:26].

## قطع الهمزة

علم العراق السابق مكتوبًا بقطع الهمزة

لا تُكتب الهمزة في أول لفظ الجلالة «ألله»، بل تُكتب همزة الوصل «الله»، غيرَ أنها كُتبتْ مقطوعةً في قراءة شاذة لحمّاد عن عاصم، إذ رُويَ عنه «الم، ألله لا إله إلا هو الحي القيّوم»، بقطع الهمزة، وهذا القطع يُعد من النوادر الشاذة في اللغة.

## خواص اسم الله
1. من خواص اسم الله أن كل اسم من أسماء الله الحسنى يُضاف إليه فلا يصح أن يُقال من أسماء الجبار الله أو من أسماء الرحيم الله بل يقال من أسماء الله الرحيم، العزيز، الجبار وهكذا. فاسم الله هو الاسم الأول الأصل وغيره من الأسماء الحُسنى تُضاف إليه وتُنسب إليه.
2. من خواص اسم الجلالة (الله) التي يتميز بها عن بقية الأسماء في النداء والدعاء، حيث أننا إذا أردنا أن ندعو باسم الرحمن أو الرحيم أو السميع يجب أن نحذف الألف واللام فنقول يا رحمن، يا رحيم، يا سميع، ولا يصح أبدًا في اللغة أن نقول يا الرحمن ويا الرحيم ويا السميع ويُنكر ذلك قواعد اللغة حيث يجب حذف الألف واللام عند وجود النداء إلَّا في لفظ الجلالة (الله) فنقول يا الله فتبقى الألف واللام لأنها من أصل الاسم كما ورد سابقاً حيث أن كلمة الله هي عَلَم.
3. من خواص اسم الجلالة (الله) أنه لا يُذكر منفرداً بل يُذكر في جملة تامّة المعنى. كما أن أعظم جملة ذُكر فيها اسم الله هي «لا إله إلا الله».
4. من خواص اسم الجلالة (الله) تغير القلوب عند سماعها بحسب حال الأشخاص وأحوالهم مع ربهم وخالقهم وبيّن الله هذا في كتابه الكريم حيث قال الله : ﴿وَإِذَا ذُكِرَ اللَّهُ وَحْدَهُ اشْمَأَزَّتْ قُلُوبُ الَّذِينَ لَا يُؤْمِنُونَ بِالْآخِرَةِ وَإِذَا ذُكِرَ الَّذِينَ مِنْ دُونِهِ إِذَا هُمْ يَسْتَبْشِرُونَ ۝٤٥﴾ [الزمر:45].[24] وقال الله: ﴿اللَّهُ نَزَّلَ أَحْسَنَ الْحَدِيثِ كِتَابًا مُتَشَابِهًا مَثَانِيَ تَقْشَعِرُّ مِنْهُ جُلُودُ الَّذِينَ يَخْشَوْنَ رَبَّهُمْ ثُمَّ تَلِينُ جُلُودُهُمْ وَقُلُوبُهُمْ إِلَى ذِكْرِ اللَّهِ ذَلِكَ هُدَى اللَّهِ يَهْدِي بِهِ مَنْ يَشَاءُ وَمَنْ يُضْلِلِ اللَّهُ فَمَا لَهُ مِنْ هَادٍ ۝٢٣﴾ [الزمر:23][25]

## الإيمان بالله
الإيمان بالله هو أحد أركان الإيمان.

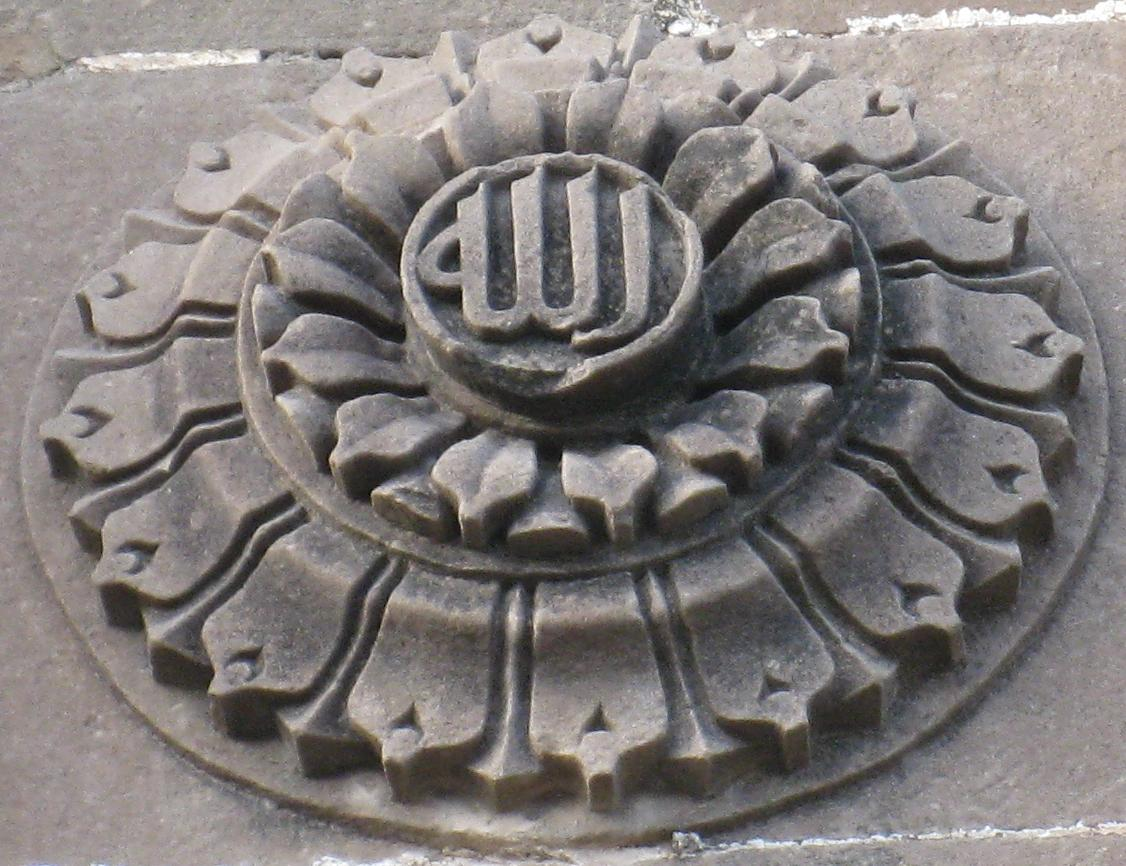
لفظ الجلاله الله منحوتاً على الحجر في باكستان.

معرفة الله هي أصل الدين وركن التوحيد وأول الواجبات الشرعية في الإسلام فمن لم يؤمن بالله ليس في ملة الإسلام مطلقًا.

### العلماء بالله عند المسلمين
- عالم بالله ليس عالماً بأمر الله: هو العالم بالله نفسه وبصفات الله وأسماء الله الحسنى ويوصف هذا العلم بعلم الايمان لأن من يتعلمه يكون أكثر خشية لله فإذا علم العالم أن الله قدير خاف من قدرة الله.
- عالم بأمر الله ليس عالماً بالله: هو العالم بالأحكام الشرعية والحلال والحرام والفقه في الدين وقليل المعرفة بأسماء الله وصفاته.
- عالم بالله وعالم بأمر الله: هو العالم بالله وأسمائه وصفاته والعالم بأحكام الشريعة والفقه والحلال والحرام.